# Achim Kassow
Achim Kassow (* 6. Juli 1966 in Hannover) ist ein deutscher Versicherungs- und Bankmanager, der 2017 bis 2020 Vorstandsvorsitzender der ERGO Deutschland war. Seit Mai 2020 sitzt das vormalige Vorstandsmitglied der Commerzbank im Vorstand des DAX-Konzerns Münchener Rück.

## Werdegang
Nach einer Ausbildung zum Bankkaufmann bei der Deutschen Bank studierte Kassow ab 1988 Betriebswirtschaft an der Universität zu Köln. Ab 1993 arbeitete er erneut für die Deutsche Bank, parallel promovierte er 1996 an der Kölner Hochschule. Ab 1999 wirkte er am Aufbau der als für das Privatkundengeschäft ausgegründeten Tochter Deutschen Bank 24 mit, wo er in den Vorstand aufrückte. Nachdem Josef Ackermann nach Übernahme des Vorsitzes bei der Konzernmutter 2002 einen Strategiewechsel initiierte, wechselte Kassow als Vorstandsvorsitzender zur Comdirect Bank. Zwischen 2004 und 2011 saß er als für die Segmente Asset Management, Privatkunden sowie Central & Eastern Europe zuständiges Mitglied im Vorstand der Commerzbank. Dort galt er zeitweise als möglicher Nachfolgekandidat des langjährigen Vorstandsvorsitzenden Klaus-Peter Müller, der jedoch letztlich 2008 vom Vorstandskollegen Martin Blessing beerbt wurde und mit dem es später zu Unstimmigkeiten im Vorstand kam. Im Sommer  2011 verließ er letztlich das Unternehmen, um zur Regionalbank Oldenburgischen Landesbank zu wechseln; Ulrich Sieber übernahm die Zuständigkeit für das Zentral- und Osteuropageschäft. Bei der Allianz-Deutschland-Tochter war er bis 2014 Vorstandsvorsitzender. Unter seiner Führung wurde unter anderem einen Modernisierungskurs für das Filialnetz eingeschlagen.
Im Herbst 2014 wechselte Kassow in den Versicherungsbereich der Muttergesellschaft Allianz Deutschland, wo er den operativen Versicherungsbetrieb der Sach-, Leben- und Krankenversicherung im Süden Deutschlands übernahm. Im Herbst 2016 holte ihn der vormalige Allianz-Deutschland-Chef Markus Rieß zur Ergo Deutschland, wo er ab Januar 2017 als Chief Operating Officer den Vorstand leitete. Dort trat er mit einem konsequenten Sanierungs- und Modernisierungskurs in Erscheinung, bei dem der Versicherungskonzern in Richtung Digitalisierung ausgerichtet wurde. Im Dezember 2019 wurde bekannt, dass er als Nachfolger des Ende März 2020 ausscheidenden Hermann Pohlchristoph mit den Zuständigkeitsbereichen Asien-Pazifik und Afrika sowie Central Procurement und Services in den Konzernvorstand der Rückversicherungsmutter Münchener Rück aufgenommen wird.